# Antonio I de Mónaco
Antonio Grimaldi (25 de enero de 1661 - 20 de enero de 1731) fue príncipe de Mónaco desde 1701 a 1731. Era el hijo mayor de Luis I de Mónaco y de su esposa, Catalina Carlota de Gramont, dama de compañía de la princesa Enriqueta Ana Estuardo. 
Antonio se casó el 13 de junio de 1688 con María de Lorena (12 de agosto de 1674-30 de octubre de 1724), hija de Luis de Lorena, conde de Armañac. El matrimonio fue oficiado por el mismo rey Luis XIV en persona.

## Biografía
Antonio era hijo de Luis I de Mónaco y Catalina Carlota de Gramont. Durante la guerra de la Gran Alianza luchó en la campaña alemana de 1688 y con los ejércitos franceses participó en los asedios de Mons y Namur. Fue poco después de su ascenso al trono que Antonio I estuvo involucrado en la Guerra de Sucesión española que su padre ya había tratado de evitar diplomáticamente.
El principado de Mónaco estaba involucrado cuando el ducado de Saboya participó en una alianza antifrancesa en 1705. Eran tiempos críticos para Mónaco, ya que el pequeño estado estaba atrapado en el mar por la Marina Real Británica y las montañas por las tropas de Saboya. El príncipe Antonio, desplegado con Francia, estaba decidido a tomar posesión de la ciudad de Turbia (ya lugar de una gran victoria en la época del emperador Augusto) ya que estaba en una posición estratégica y fácilmente defendible por una fortaleza de cierto tamaño. En cualquier caso, el comandante francés en el frente italiano, el mariscal de La Feuillade, duque de Roannais, se negó a enviar refuerzos para defender Turbia y ordenó que la fortaleza fuera destruida para dañar a los enemigos. Antonio no toleraba la arrogancia y la inexperiencia del joven de La Feuillade, favorecido al mando por un título de alto nivel e importantes lazos familiares. Sin embargo, las órdenes del comandante francés se llevaron a cabo.
Mientras tanto, el príncipe Antonio trabajó febrilmente para fortalecer a Mónaco y fortalecer las defensas de su dominio. Sus fortificaciones aún son visibles hoy en la parte antigua de la ciudad de Mónaco y en el llamado "Fuerte Antonius".
Antonio también estaba interesado en la botánica: en su tiempo libre cultivaba diferentes esencias en sus jardines como el aloe , el agave y el cactus . Estos últimos se plantaron en particular a lo largo de las murallas de la ciudad para evitar de alguna manera los ataques enemigos.
Todas las fortificaciones construidas por el Príncipe Antonio, en cualquier caso, no tuvieron que ser un sacrificio fácil porque Luigi I , su predecesor, había malgastado fuertemente el patrimonio del estado. Por la seguridad del estado, por lo tanto, vino a derretir sus propios cubiertos y revender las joyas de la familia para obtener dinero para invertir para sus propios fines. Otras fortificaciones se llevaron a cabo a raíz de búnkeres para la protección de la población o cisternas de agua adicionales en caso de asedios. Las obras finalizaron en 1713 con el final de la guerra de sucesión española.
En 1713, en las negociaciones para el final de la guerra, ahora estaba claro que el principado de Mónaco estaba en peligro de ser vendido por Francia , que durante siglos se convirtió cada vez más en el protector oficial del pequeño estado. Durante las negociaciones que condujeron a la redacción del Tratado de Utrecht , el duque de Saboya pidió que el principado de Mónaco pasara a la corona de Saboya, pero Luis XIV protestó reiterando que, en cualquier caso, Mónaco era un estado independiente y no una propiedad de Francia, reforzando el independencia del pequeño estado. Sin embargo, esta independencia le costó a Mónaco las ciudades de Menton y Roccabruna, que deben haber sido reconocidas en el Piamonte como soberanía, que hasta1860 creará ambigüedad sobre la administración.
Los últimos años de su vida se concentraron esencialmente en encontrar un marido para su hija Luisa Ippolita , ya que no había tenido ningún heredero varón de su matrimonio con María de Lorena. Uno de sus hijos ilegítimos fue Chevalier de Grimaldi , quien mantendrá efectivamente la política del principado durante los próximos cincuenta años.
Antonio I murió en Mónaco el 20 de febrero de 1731 .

## Descendencia
El matrimonio tuvo seis hijas, de las cuales solo tres sobrevivieron a la infancia:
- Catalina Carlota (1691-1696), señora de Mónaco.
- Luisa Hipólita (1697-1731), princesa de Monaco
- Isabel Carlota (1698-1702), señora de Valentinois.
- Margarita Camila (1700-1758), señora de Carladès; casada el 16 de abril de 1720 con Luis de Gand-Vilain, príncipe d'Isenghien.
- María Devota (1702-1703), señora de Baux.
- María Paulina (1708-1726), señora de Chabreuil. Falleció soltera.

## Ancestros
|  |                                                   |  |  |  |  |  |  |  |  |  |  |  |  |  |  |  |
|  | 16. Hércules, XVI señor de Mónaco                 |  |  |  |  |  |  |  |  |  |  |  |  |  |  |  |
|  |                                                   |  |  |  |  |  |  |  |  |  |  |  |  |  |  |  |
|  |                                                   |  |  |  |  |  |  |  |  |  |  |  |  |  |  |  |
|  | 8. Príncipe Honorato II de Mónaco                 |  |  |  |  |  |  |  |  |  |  |  |  |  |  |  |
|  |                                                   |  |  |  |  |  |  |  |  |  |  |  |  |  |  |  |
|  |                                                   |  |  |  |  |  |  |  |  |  |  |  |  |  |  |  |
|  | 17. Maria Landi                                   |  |  |  |  |  |  |  |  |  |  |  |  |  |  |  |
|  |                                                   |  |  |  |  |  |  |  |  |  |  |  |  |  |  |  |
|  |                                                   |  |  |  |  |  |  |  |  |  |  |  |  |  |  |  |
|  | 4. Hércules Grimaldi, príncipe heredero de Mónaco |  |  |  |  |  |  |  |  |  |  |  |  |  |  |  |
|  |                                                   |  |  |  |  |  |  |  |  |  |  |  |  |  |  |  |
|  |                                                   |  |  |  |  |  |  |  |  |  |  |  |  |  |  |  |
|  | 18. Carlo Emanuele Trivulzio, conde de Melzo      |  |  |  |  |  |  |  |  |  |  |  |  |  |  |  |
|  |                                                   |  |  |  |  |  |  |  |  |  |  |  |  |  |  |  |
|  |                                                   |  |  |  |  |  |  |  |  |  |  |  |  |  |  |  |
|  | 9. Ippolita Trivulzio                             |  |  |  |  |  |  |  |  |  |  |  |  |  |  |  |
|  |                                                   |  |  |  |  |  |  |  |  |  |  |  |  |  |  |  |
|  |                                                   |  |  |  |  |  |  |  |  |  |  |  |  |  |  |  |
|  | 19. Caterina Gonzaga                              |  |  |  |  |  |  |  |  |  |  |  |  |  |  |  |
|  |                                                   |  |  |  |  |  |  |  |  |  |  |  |  |  |  |  |
|  |                                                   |  |  |  |  |  |  |  |  |  |  |  |  |  |  |  |
|  | 2. príncipe Luis I de Mónaco                      |  |  |  |  |  |  |  |  |  |  |  |  |  |  |  |
|  |                                                   |  |  |  |  |  |  |  |  |  |  |  |  |  |  |  |
|  |                                                   |  |  |  |  |  |  |  |  |  |  |  |  |  |  |  |
|  | 20. Gaspare Spinola                               |  |  |  |  |  |  |  |  |  |  |  |  |  |  |  |
|  |                                                   |  |  |  |  |  |  |  |  |  |  |  |  |  |  |  |
|  |                                                   |  |  |  |  |  |  |  |  |  |  |  |  |  |  |  |
|  | 10. Luca Spinola, príncipe de Molfetta            |  |  |  |  |  |  |  |  |  |  |  |  |  |  |  |
|  |                                                   |  |  |  |  |  |  |  |  |  |  |  |  |  |  |  |
|  |                                                   |  |  |  |  |  |  |  |  |  |  |  |  |  |  |  |
|  | 21. Maria Doria                                   |  |  |  |  |  |  |  |  |  |  |  |  |  |  |  |
|  |                                                   |  |  |  |  |  |  |  |  |  |  |  |  |  |  |  |
|  |                                                   |  |  |  |  |  |  |  |  |  |  |  |  |  |  |  |
|  | 5. Maria Aurelia Spinola                          |  |  |  |  |  |  |  |  |  |  |  |  |  |  |  |
|  |                                                   |  |  |  |  |  |  |  |  |  |  |  |  |  |  |  |
|  |                                                   |  |  |  |  |  |  |  |  |  |  |  |  |  |  |  |
|  | 22. Giovanni Batista Spinola                      |  |  |  |  |  |  |  |  |  |  |  |  |  |  |  |
|  |                                                   |  |  |  |  |  |  |  |  |  |  |  |  |  |  |  |
|  |                                                   |  |  |  |  |  |  |  |  |  |  |  |  |  |  |  |
|  | 11. Pellina Spinola                               |  |  |  |  |  |  |  |  |  |  |  |  |  |  |  |
|  |                                                   |  |  |  |  |  |  |  |  |  |  |  |  |  |  |  |
|  |                                                   |  |  |  |  |  |  |  |  |  |  |  |  |  |  |  |
|  | 23. Maria Spinola                                 |  |  |  |  |  |  |  |  |  |  |  |  |  |  |  |
|  |                                                   |  |  |  |  |  |  |  |  |  |  |  |  |  |  |  |
|  |                                                   |  |  |  |  |  |  |  |  |  |  |  |  |  |  |  |
|  | 1. Antonio I, príncipe soberano de Mónaco         |  |  |  |  |  |  |  |  |  |  |  |  |  |  |  |
|  |                                                   |  |  |  |  |  |  |  |  |  |  |  |  |  |  |  |
|  |                                                   |  |  |  |  |  |  |  |  |  |  |  |  |  |  |  |
|  | 24. Philibert de Gramont, conde de Guiche         |  |  |  |  |  |  |  |  |  |  |  |  |  |  |  |
|  |                                                   |  |  |  |  |  |  |  |  |  |  |  |  |  |  |  |
|  |                                                   |  |  |  |  |  |  |  |  |  |  |  |  |  |  |  |
|  | 12. Antoine II de Gramont, duque de Gramont       |  |  |  |  |  |  |  |  |  |  |  |  |  |  |  |
|  |                                                   |  |  |  |  |  |  |  |  |  |  |  |  |  |  |  |
|  |                                                   |  |  |  |  |  |  |  |  |  |  |  |  |  |  |  |
|  | 25. Diane d'Andoins                               |  |  |  |  |  |  |  |  |  |  |  |  |  |  |  |
|  |                                                   |  |  |  |  |  |  |  |  |  |  |  |  |  |  |  |
|  |                                                   |  |  |  |  |  |  |  |  |  |  |  |  |  |  |  |
|  | 6. Antoine III de Gramont, duque de Gramont       |  |  |  |  |  |  |  |  |  |  |  |  |  |  |  |
|  |                                                   |  |  |  |  |  |  |  |  |  |  |  |  |  |  |  |
|  |                                                   |  |  |  |  |  |  |  |  |  |  |  |  |  |  |  |
|  | 26. Antoine de Roquelaure, señor de Roquelaure    |  |  |  |  |  |  |  |  |  |  |  |  |  |  |  |
|  |                                                   |  |  |  |  |  |  |  |  |  |  |  |  |  |  |  |
|  |                                                   |  |  |  |  |  |  |  |  |  |  |  |  |  |  |  |
|  | 13. Louise de Roquelaure                          |  |  |  |  |  |  |  |  |  |  |  |  |  |  |  |
|  |                                                   |  |  |  |  |  |  |  |  |  |  |  |  |  |  |  |
|  |                                                   |  |  |  |  |  |  |  |  |  |  |  |  |  |  |  |
|  | 27. Catherine d'Ornesan                           |  |  |  |  |  |  |  |  |  |  |  |  |  |  |  |
|  |                                                   |  |  |  |  |  |  |  |  |  |  |  |  |  |  |  |
|  |                                                   |  |  |  |  |  |  |  |  |  |  |  |  |  |  |  |
|  | 3. Catalina Carlota de Gramont                    |  |  |  |  |  |  |  |  |  |  |  |  |  |  |  |
|  |                                                   |  |  |  |  |  |  |  |  |  |  |  |  |  |  |  |
|  |                                                   |  |  |  |  |  |  |  |  |  |  |  |  |  |  |  |
|  | 28. François de Chivré, señor de Plessis          |  |  |  |  |  |  |  |  |  |  |  |  |  |  |  |
|  |                                                   |  |  |  |  |  |  |  |  |  |  |  |  |  |  |  |
|  |                                                   |  |  |  |  |  |  |  |  |  |  |  |  |  |  |  |
|  | 14. Hector de Chivré, señor de Plessis            |  |  |  |  |  |  |  |  |  |  |  |  |  |  |  |
|  |                                                   |  |  |  |  |  |  |  |  |  |  |  |  |  |  |  |
|  |                                                   |  |  |  |  |  |  |  |  |  |  |  |  |  |  |  |
|  | 29. Léonore de la Porte                           |  |  |  |  |  |  |  |  |  |  |  |  |  |  |  |
|  |                                                   |  |  |  |  |  |  |  |  |  |  |  |  |  |  |  |
|  |                                                   |  |  |  |  |  |  |  |  |  |  |  |  |  |  |  |
|  | 7. Françoise Marguerite du Plessis de Chivré      |  |  |  |  |  |  |  |  |  |  |  |  |  |  |  |
|  |                                                   |  |  |  |  |  |  |  |  |  |  |  |  |  |  |  |
|  |                                                   |  |  |  |  |  |  |  |  |  |  |  |  |  |  |  |
|  | 30. Nicolas de Connan, señor de Rabastan          |  |  |  |  |  |  |  |  |  |  |  |  |  |  |  |
|  |                                                   |  |  |  |  |  |  |  |  |  |  |  |  |  |  |  |
|  |                                                   |  |  |  |  |  |  |  |  |  |  |  |  |  |  |  |
|  | 15. Marie de Connan                               |  |  |  |  |  |  |  |  |  |  |  |  |  |  |  |
|  |                                                   |  |  |  |  |  |  |  |  |  |  |  |  |  |  |  |
|  |                                                   |  |  |  |  |  |  |  |  |  |  |  |  |  |  |  |
|  | 31. Anne d'O                                      |  |  |  |  |  |  |  |  |  |  |  |  |  |  |  |
|  |                                                   |  |  |  |  |  |  |  |  |  |  |  |  |  |  |  |
|  |                                                   |  |  |  |  |  |  |  |  |  |  |  |  |  |  |  |

| Predecesor: Luis I | Príncipe de Mónaco 1701-1731 | Sucesor: Luisa Hipólita |